# Enuresis
La enuresis es la persistencia de micciones incontroladas más allá de la edad en la que se alcanza el control vesical (de cuatro a seis años como edad extrema).  En términos coloquiales: mojar la cama.
Contrario a lo que se suele pensar, no es un padecimiento poco frecuente, sino que por el contrario afecta a una cantidad considerable de personas. Más del 20 % de los niños de 6 años experimentan por lo menos una vez a la  semana un episodio de este tipo, mientras que durante la adolescencia esta cifra variará entre el 8 y el 3 por ciento.

## Clasificación
Según el momento del día de su manifestación: 
- Diurna: cuando la pérdida involuntaria de orina ocurre durante las horas del día.
- Nocturna: cuando sucede durante el sueño (la más frecuente).[4]

Según el control de la micción:
- Primaria: cuando el niño no ha llegado a controlar la micción durante un periodo continuado de al menos seis meses. El 80 % de las enuresis son primarias.[5]
- Secundaria: cuando ha existido un periodo previo de control de la vejiga.

## Cuadro clínico

### Enuresis diurna
Su prevalencia es notablemente inferior a la nocturna, dándose en el 10 % de la población infantil entre cuatro y seis años. La padecen el doble de niñas que de niños, al contrario que en la nocturna.

### Enuresis nocturna
La enuresis nocturna es la pérdida involuntaria de orina que sucede durante el sueño. Esta enfermedad, al igual que el sonambulismo y los terrores nocturnos, es otra parasomnia que se produce durante el sueño de ondas lentas.

#### Enuresis nocturna primaria
En la enuresis nocturna primaria, los trastornos psicológicos casi siempre son el resultado de una enuresis y solo raramente son la causa.
Según la Asociación Americana de Psiquiatría, las posibles etiologías de la enuresis nocturna primaria consisten en un retraso del desarrollo, un factor genético, desórdenes del sueño y alteraciones de los niveles de hormona antidiurética (ADH). Por otra parte, siempre se deben excluir causas secundarias como alteraciones neurológicas, infecciones urinarias y malformaciones anatómicas de ureteres, vejiga y uretra. Otra causa de enuresis nocturna es la neuroglucopenia, una hipoglucemia que afecta al sistema nervioso central, producida por un exceso de insulinización en paciente diabético, quien normalmente presenta poliuria dentro de su enfermedad.
Antes de los cinco o seis años de edad, la enuresis nocturna debe considerarse probablemente como una característica normal del desarrollo. Suele mejorar de forma espontánea en la pubertad, con una prevalencia del 1 al 3 % en la adolescencia tardía, siendo poco frecuente en la edad adulta. La edad umbral para el inicio del tratamiento depende de la preocupación de los padres y del paciente con respecto al problema.

#### Enuresis nocturna secundaria
En los individuos de mayor edad con enuresis se debe establecer una distinción entre la enuresis primaria y la secundaria; esta última se define como la enuresis en pacientes que han sido completamente continentes durante seis a doce meses. A diferencia de la enuresis nocturna primaria, en la secundaria casi siempre la causa es psicológica. Entre las causas más importantes de enuresis secundaria hay que citar los trastornos emocionales, las infecciones del aparato urinario, las lesiones de la cauda equina, la epilepsia, la apnea del sueño y las malformaciones del aparato urinario. En los pacientes con enuresis secundaria, se debe descartar la presencia de alguna causa subyacente.

## Diagnóstico diferencial
No debe confundirse con nicturia, que es el aumento de la frecuencia en la micción nocturna, pero sin incontinencia.

## Tratamiento
Los estudios científicos y psicológicos indican que la enuresis puede tener tanto un tratamiento activo como pasivo. Cuando la enuresis es fuente de una importante tensión emocional, puede estar indicada la farmacoterapia sintomática, prestando la atención adecuada a las posibles causas subyacentes, es decir a los aspectos emocionales. Se debe distinguir entre los trastornos de origen neurológico y los de etiología psicológica, que son la gran mayoría de los casos. Cuando los tratamientos "activo" y "pasivo" no terminan de resolver el problema, o bien desde el inicio de la intervención, se debe tener en cuenta el abordaje de los problemas emocionales del niño o adolescente, mediante el tratamiento psicológico.

### Tratamiento activo
El tratamiento activo consiste brevemente en medicación apropiada (imipramina, arginina, anticolinérgicos, etc.) para modificar el ánimo del niño, así como la dilatación de la vejiga que está íntimamente relacionada con la capacidad de contención y vaciamiento de la misma. También existen una serie de prácticas, orientadas a desarrollar el control del agujero anal (ejercicios de control de pene), así como ciertas conductas que previenen la enuresis nocturna. El tratamiento sintomático se suele realizar con cloruro de oxibutinina o con imipramina. En algunos pacientes, se ha utilizado las desmopresina por vía intranasal.

### Tratamiento con dispositivos de alarma
Dispositivo de alarma
La alarma, un dispositivo que se activa con la humedad, es uno de los tratamientos disponibles para tratar la enuresis en Atención Primaria.
La alarma se dispara tras la emisión de las primeras gotas de orina; en ese momento el niño debe despertarse, desconectar el sistema, ir al baño, cambiarse de ropa si se ha mojado y volver a conectarlo antes de acostarse de nuevo.
El éxito de este mecanismo se supone que se debe a que entrena el despertar como respuesta a la sensación de vejiga llena.